# محمود نادي عبيدات
محمود نادي عبيدات (1931 اربد - 26 أكتوبر 2014 عمان) دكتور في الحديث الشريف وعلومه واحد مؤسسي كلية الشريعة في الجامعة الأردنية.

## السيرة
ولد عام 1931م بالرفيد بإربد (بمنطقة بني كنانة) بالمملكة الأردنية الهاشمية. تلقى تعليمه الابتدائي والإعدادي والثانوي بالأردن حيث تخرج من الثانوية عام 1952، ثم رحل إلى بلاد الشام سنة 1958 للدراسة في جامعتها مبعوثاً من الأوقاف، فتخرج من كلية الشريعة سنة 1962. وبعد أن رجع قافلاً إلا بلاده عمل خمس سنوات بالتدريس. في سنة 1965 أجرت مديرية الأوقاف لتعيين سكرتير لمجلس الأوقاف واشترطت أن يكون متقناً للغة العربية، فتقدم للمسابقة مع ستة جامعيين واختير من بينهم لتفوقه عليهم. وكان خلال عمله سكرتيراً يدرس في كلية الشريعة قبل التحاقها بالجامعة الأردنية، ويخطب في مسجد جبل الحسين الغربي، ثم نُقل رسمياً مساعداً لعميد الكلية سنة 1966 لآخر سنة 1967 مع الاحتفاظ بالخطابة.
رحل إلى الأزهر سنة 1968 لدراسة الماجستير والدكتوراه وقد حصل على الماجستير سنة 1969 في الحديث الشريف وعلومه، ثم حصل على الدكتوراه سنة 1972م وكان عنوان رسالته «الإمام مالك بن أنس وأثره في الحديث الشريف»، وكان أول أردني يحمل هذه الشهادة. بعد عودته إلى الأردن عُـيّن مدرساً في كلية الشريعة بالجامعة الأردنية لمدة عشر سنوات تخللها سنة واحدة في جامعة الملك عبد العزيز وأستاذاً زائراً في جامعة أم درمان الإسلامية في السودان. ثم في جامعة الإمارات لمدة أربع سنوات، ثم جامعة أم القرى ليكون محاضراً بها 15 عاماً.
عاد إلى الأردن والتحق بجامعة اليرموك لست سنوات محاضراً غير متفرغ في الجامعة الأردنية. وبعد ذلك عمل في جامعة العلوم الإسلامية العالمية أستاذاً للدراسات العليا من سنة 2009 حتى سنة 2013. توفي الدكتور محمود نادي عبيدات المكنى بأبي حمزة، صباح الأحد 26 أكتوبر 2014 بعمان ودفن بمسقط رأسه.

## المؤلفات
ألف العشرات من الكتب واشرف على أكثر من مئة رسالة جامعية وحكم عشرات البحوث والكتب.
- الواضح في فن التخريج ودراسة الاسانيد. عن دار الحامد للنشر والتوزيع سنة 2004 (مراجع)[5]
- نظام الأسرة في الإسلام.[6]